# لباس و فرهنگ لباس پوشیدن در عصر کوشان

## لباس و فرهنگ لباس پوشیدن در عصر کوشان
عصر کوشان
(سال ۱۳۰ تا ۱۸۵ قبل از میلاد مسیح)
اماکن باستانی مهم از جهت لباس محلی:
- ماتورا
- بسناگار
- بگرام
- تکسیلا
- گنداره

### تاریخچه و زندگی اجتماعی
تاریخچه و زندگی اجتماعی
کوشان‌ها امپراطوری خود را در قرن اول قبل از میلاد بنا نهادند و در قرن دوم قبل از میلاد با سلسله استاواهانا (آندرا) و استاندارهای غربی قبایل ایرانی (ساکا) هم‌زمان بودند.
بر خلاف ثبات حکومتی مائوری‌ها، این دوره با تغییرات پی در پی در مرزهای قدرت مصادف بود که منجر به تفاوت فرهنگی و زبانی گردید. تنها عامل مشترک تجارت بود که در دوره مائوری‌ها ریشه گرفت – دوره مستحکمی که ارتباط بین بخش‌های مختلف امپراتوری را فراهم ساخت و تجارت داخلی را قوت بخشید. ارتباط بین بسیاری بخش‌های آسیای غرب و مائوری‌ها از طریق پیک ایجاد گردید. این ارتباطات طبیعتاً” باعث پیشرفت تجارت خارجی شد و با نفوذ بیگانگان، کوشان‌ها، ساکاها، یونانی– هندی‌ها روابط تجاری در این نواهی نیروی بیشتری گرفت.

### هنر و فرهنگ لباس پوشیدن کوشان‌ها
هنر در عصر کوشان دو سبک کاملاً مجزا دارد.
صنعتگران از شرق روم توسط مراجعه کنندگان ازمذهب بودا به کارگرفته می‌شدند. این صنعتگران خودشان سبک رومی گریکو را به ارمغان آوردند، به خصوص تزیینات پرده‌ای درپیکر تراشی، به‌طوری‌که بودایی‌ها نشان دادند طرح‌های کلاسیکی از یونانیان و رومیان در لباس هایشان وجود دارد نظیر چیتون، ریمیشن، ستولا، تونیکا، چلامیس و غیره.
دومین سبک در هنر، کوشان بود که از ماتورا آمده بود، که پایتخت جنوبی امپراطوری کوشان بود. این سبک ادامه مستقیم روش مدارس بومی هندوستان بهاروت و سانچی بود. اما این تصویردرواقع شفاف تر از صحنه و لباس کوشان است که در مجسمه‌سازی کوتل سرخ در افغانستان دیده می‌شود که بر روی سبک پارت‌ها (درشرق ایران) گذاشته است. پارت‌ها خودشان همانند کوشان‌ها از قوم سکاها بودند و لباس‌های خودشان شباهت زیادی به تصویر کوشان‌ها داشت. شاه بزرگ کوشان حکومتش را در ماتورا بنا نهاد. دیگری علاوه بر پیراهن و شلوار کت خز خود را پوشیده است یا با آستین که او هم در کوتل سرخ دیده شده‌است. همانند اشاره‌های قبلی هیچ گونه همگنی و یکنواختی لباس‌ها در این دوره وجود ندارد و لباس هر منطقه با منطقهٔ دیگر کاملاً متفاوت است. لباس‌های معمولی به‌طور معمول شامل اوتاریا، آنتاریا و کایاباند با عمامه‌ای برای مردان هستند. با ظهور کوشان این روند همچنان ادامه دارد و مد و پوشیدن لباس‌های دوخته شده از الگوی آسیایی مرکزی به تکامل رسیده‌است و به نظر می‌رسد با تمام کلاس‌های هندی در شمال هند هم‌زمان پیش می‌رود. لباسی که برش و دوخت می‌شود در مجسمه‌سازی دوره‌های قبلی به ندرت قابل مشاهده است و معمولاً در این دوره یافت می‌شود. لباس‌های کوشان معمولاً به ۵ نوع تقسیم می‌شوند: لباس‌های که توسط (۱) مردم بومی پوشیده می‌شود آتاریا، آناتاریا و کایاباند بودند. (۲) نگهبانان و ملازمان دربار بودند که معمولاً لباس‌های بومی دوخته شده کن کوکا به رنگ قهوه‌ای قرمزی می‌پوشیدند. (۳) حاکمان خارجی کوشان و همراهانشان بودند. (۴) خارجی‌های دیگری همانند دامادها و تاجرها و غیره بودند. طبقه‌بندی شماره پنجمی هم وجود دارد-که ترکیبی از لباس‌های بومی و خارجی است. این آخرین طبقه‌بندی از لباس، علاقه‌مندی زیادی به آن نشان می‌دهند که چگونه لباس تغییر و تکامل یافته‌است، چگونه برخی از لباس‌ها کاملاً با پارچه مزین شده‌اند؛ به ویژه در شمال و شمال غرب که این با ظرافت بیشتری نمایان شد و لباس دوخته شده برای چه اقلیمی مناسبتر است.
کوشان‌ها (هندوها و سکایی‌ها) لباس هایشان را از فرهنگ عشایر براساس استفاده از اسب به تکامل رسانده‌اند. این نوع لباس در تاکسیلا، ماتورا و بگرام و کوتال سرخ در افغانستان دیده شده‌است. این لباس‌ها توسط بسیاری از نژادهایی سکایی و ایرانی پوشیده شده‌است و اساساً به لباس پارتها معروف است. این لباس شامل یک آستین بلند با یک شکاف برای باز کردن گردن می‌باشد که در دوشکل ساده و تزیین شده طراحی شده‌است. اندازه مناسب طول زانو برای لباس، گاهی اوقات از چرم ساخته می‌شود، به وسیله‌ای آن می‌توان یک قبای کوتاه یا یک خفتان پشمی کوتاه پوشید و باید به گشادی پوشیده شود یا آن را از طرف راست به چپ به وسیلهٔ کمربندچرمی یا فلزی ببنندیم. علاوه بر این دو لباس بالایی، برخی از اوقات سومین لباس به نام چاگا مورد استفاده قرارمی گرفت. چاگا مانند کت بود و مزین به مرزهای پایین قفسه سینه و لبه انتهای تحتانی لباس با یک شکاف به منظور به منظور آسان کردن حرکت بود. شلوار می‌تواند برای فصل تابستان از پارچه کتانی، ابریشم باشد؛ درحالی که شلوار در فصل زمستان باید پشمی باشد. گشادی شلوار یا چسپان بودن شلوار چالانا در داخل چکمه‌های نرم توخالی به ظواهر چرم خاپوسا کمک می‌کند. همراه با پوشیدن کلاه سکاها که، باشلیک نامیده می‌شد یا کلاه ایمنی یا پیشانی بند با دو سربلند گره خورده در پشت نامیده می‌شود.
گرچه لباس‌ها ساده بودند، آن‌ها اغلب با مهر و موم طلایی یا صفحه‌ای فلزی آراسته بودند و به اشکال مربع، مستطیل، دایره، مثلثی دوخته شده در خطوط یا درزهایی مرکزی کاملاً بسته طراحی شده بودند. هدف از طراحی این لباس‌ها فقط تزیینی نبود بلکه کاربردی بودند آن‌ها همچنین برای کمک کردن به بالا رفتن تونیک در سوارشدن بر اسب بود که با جمع کردن پارچه در امتداد درز این کار میسر می‌شد. بلند شدن بر اسب به وسیله لباس به علت نقطهٔ تیزی در لبه تحتانی لباس است. مزین کردن شلواربیش ازحد پیچیده است که این کار به وسیله صفحات فلزی وطلایی میسر می‌شود.
جالب است بدانید گلدوزی شده بعدها جایگزین این روکش‌های طلا یا فلزی شد. مدل قبلی آن را ساکاها به تن می‌کردند. به شکلی که پیراهن را بالا می‌زدند و از دو طرف داخل کمربند می‌کردند تا زانوها در هنگام سوارکاری راحت باشند.
لباس زنان متنوع بود. در گنداره مجسمه‌هایی وجود دارند که جامه ساری مانند به تن دارند که از پالمیران (یونانی-رومی) یا رومی الگو برداری شده‌است. این لباس‌ها “پالا” (جامه بلند زنانه با آستین‌های توری که نشان دهنده نمونه زنان خانه‌دار رومی بود) در شانه چپ سنجاق می‌شود. تفاوتی که در نوع لباس مجسمه‌های گنداره وجود دارد این است که آن‌ها علاوه بر پالا، آنتاریا نیز به تن دارند که در ادامه دربارهٔ آن خواهیم گفت: این آنتاریای بلند به سبک کچا می‌باشد ولی در قسمت شانه چپ بلندتر است و در آنجا مانند پالا سنجاق می‌شود. این جامه‌ها به‌طور کلی شبیه به ساری‌های دیسانی امروزی هستند. آستین‌های توری که بدن در آن‌ها معلوم است مدل کوتاه شده جامه‌های بلند رومی (استولا) که برای پوشاندن سینه به کار می‌رفت، به شماره می‌روند. به علاوه، آتاریای هندی به روی کمر و دست‌ها می‌افتد و بقیه قسمت‌ها را زیورآلات هندی می‌پوشاند. هنوز هم در قسمت ماهیگیرنشین ماهاراشترا بعضی زنان ساری با آتاریا به تن می‌کنند.
این پیکره‌های گنداره از زیباترین مجسمه‌های عصر کوشان به‌شمار می‌روند و دوره آغاز پوشیدن ساری و تلاش‌های نخست برای دوختن لباس‌هایی که سینه را بپوشاند را نشان می‌دهند. این را می‌توان زیر مجموعه ترکیب جامه‌های بیگانه و بومی دانست. یک پیکره زن دیگر، پیراهنی به سبک ایرانی تا زانو یا ران (استاموسکا) با آنتاریا به تن دارد. این لباس مانند سبک کچا از بین پاها رد نمی‌شود و به سبک لنگا به دور پاها پیچیده می‌شود. بعضی پیکره‌ها نیز دامنهای ساده کوک خورده (گاگری) چاکدار به تن دارند که با نخ به کمر بسته می‌شوند. دامن در ۶-۸ فوت ماننده به پایین جمع شده‌است و حاشیه کناری تزیین شده‌است و چاک جلو دارد.
لباس (استانامسوکا) لباس‌های اندامی با آستین‌های بلند و یقه گرد ساده هستند که در پایین گشاد می‌شوند.
علاوه بر مواردی که اشاره شد، در سبک لنگا، آنتاریا و آتاریا نیز پوشیده‌اند. ولی زیورآلات زیادی در آن‌ها به کار نرفته‌است.
بعضی پیکره‌ها نیز شلوار توری تنگ با کت کوتاه آستین بلند با آتاریا به تن دارند. در دوره قبل، زنان یونانی و ایرانی شلوار می‌پوشیدند. گفته می‌شود زنان شلوارپوش آمازونی گارد امنیتی پادشاه به‌شمار می‌رفتند. این زنان لباس‌های سنتی فریگان خود را جایگزین کت تنگ که بلندی آن تا ران بود و دامن پلیسه و آنتاریا کردند. لباس آن‌ها وایکاکشا نیز داشت که سپر و شمشیر فلزی به آن بسته می‌شد.
در دوره‌های نخست تاریخ هند، بسیاری خدمتکار و رقاص وارد کشور شدند. این مردان و زنان برای گرم نگه داشتن خود در برابر سرما پاراوا یا چادر که یک شال بلند بود به تن می‌کردند و به آن عطر باکول، جاسمین و غیره می‌زدند. آنتاریا، یوتاریا و کایابان با تغییرات جزئی از مهم‌ترین جامه‌های سنتی هند به‌شمار می‌روند. کایابان معمولاً به عنوان لباس غیررسمی به کار می‌رود و زنان آن را به عنوان کمربند برای نشان دادن باریکی کمر خود می‌پوشند.